# Macklin, Saskatchewan
Macklin är en ort i Kanada.   Den ligger i provinsen Saskatchewan, i den centrala delen av landet, 2 600 km väster om huvudstaden Ottawa. Macklin ligger 674 meter över havet och antalet invånare är 1 257.
Terrängen runt Macklin är platt. Trakten runt Macklin är nära nog obefolkad, med mindre än två invånare per kvadratkilometer.. Det finns inga andra samhällen i närheten. 
Trakten runt Macklin består till största delen av jordbruksmark.